# Steirisches Wappen

Schild des steirischen Landeswappens

Das Steirische Wappen zeigt einen silbernen, rotgehörnten und rotbewehrten, flammenspeienden Panther auf Grün, den Steirischen Panther. Der Schild ist mit dem Herzogshut der Steiermark bekrönt.

„Das Wappen des Landes ist in grünem Schild der rotgehörnte und gewaffnete silberne Panther, der aus dem Rachen Flammen hervorstößt. Der Wappenschild trägt den historischen Hut.“

## Der Steirische Panther
Der Panther als Wappentier der Steiermark ist zuerst im Jahr 1160 im Siegel des Markgrafen Ottokar III. aus dem Geschlecht der Traungauer überliefert. Als die Steiermark 1180 zum Herzogtum erhoben wurde, übertrug man das Familienwappen auf das Land.
Das zur ursprünglich blau-weißen Gruppe der bajuwarisch-karantanischen „Pantherfamilie“ zählende Fabeltier ist das signifikante Wappenbild der nach ihrem Leitnamen als Otakare bezeichneten Markgrafen, später Herzöge der Steiermark, die ihren Stammsitz in Steyr hatten.
1160 von Markgraf Ottokar (Otakar) III. von Steyr zu seinem offiziellen Schildwappen gewählt, bildet es noch heute das steiermärkische Landeswappen. 

Erstmals genau beschrieben wird das Wappen beim Chronisten Ottokar aus der Gaal, der um 1315 dokumentierte, wie der steirische Adel an der Seite des Böhmenkönigs Ottokar II. Przemysl im Jahr 1253 gegen die Ungarn unter König Bela IV. gekämpft hatte. Herrand von Wildon trug als Landesmarschall die Fahne, die beschrieben wird als 

„ein banier grüene als ein gras / darin ein pantel swebte / blanc, als ob ez lebte“

Auf historischen Darstellungen züngeln die Flammen außer aus dem Maul auch aus anderen Körperöffnungen (Ohren, Phallus und After). Das Wappen blasonierte sich etwa bei Leopold II. 1790:

„ein rechts sehendes aufrechtes silbernes sogenanntes Pantherthier mit aufwärts geschlungenem Schwanze, aus dessen Rachen und allen Öfnungen des Körpers Feuerflammen gehen, im grünen Felde wegen des Herzogthums Steyermarkt.“

Spätestens seit 1926 wird ausschließlich die heutige Form des Wappens verwendet. Der Panther in der alten Form findet sich heute im Wappen der steirischen Landeshauptstadt Graz.
In der heraldischen Forschung wird heute auch auf die starke symbolische Wirkung und die Tradition des steirischen Wappens hingewiesen: „Das Wappentier der Steiermark ist […] zum quasi lebenden Symbol steirischer Eigenständigkeit geworden. Mit Ausnahme vielleicht des Tiroler Adlers kommt ihm kein Wappen der österreichischen Bundesländer an identitätsstiftender Wirkung gleich. […] Das steirische Landeswappen ist seit mehr als 750 Jahren in praktisch unveränderter Form in Gebrauch. Zusammen mit dem rot-weiß-roten Bindenschild ist es eines der ältesten und ehrwürdigsten Staatssymbole Europas.“

## Bildergalerie

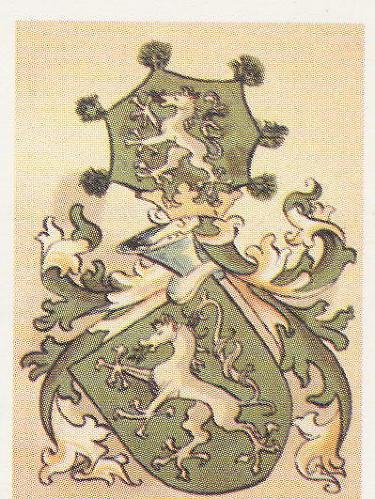
Herzöge der Steiermark (Wappenbuch der oesterreichischen Herzoege Steiermark, um 1445/48)
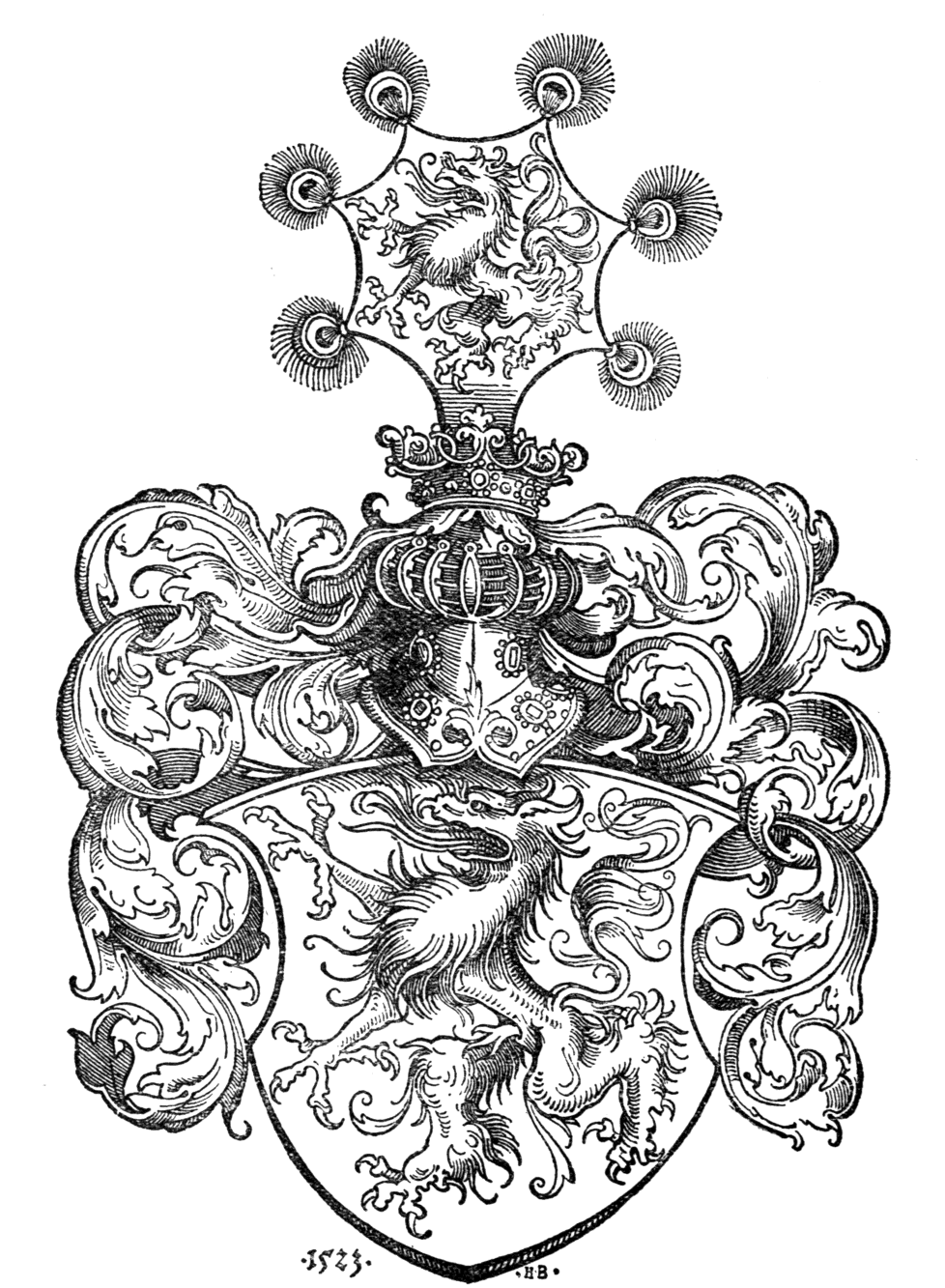
Herzögliches Vollwappen (Hans Burgkmair d. Ä., 1523)
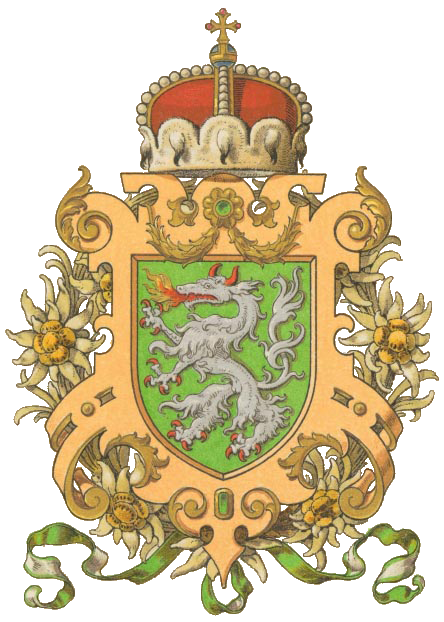
Wappen des Herzogtums Steyer während der k.u.k.-Monarchie (Hugo Gerard Ströhl: Wappenrolle Österreich-Ungarns. 1890)
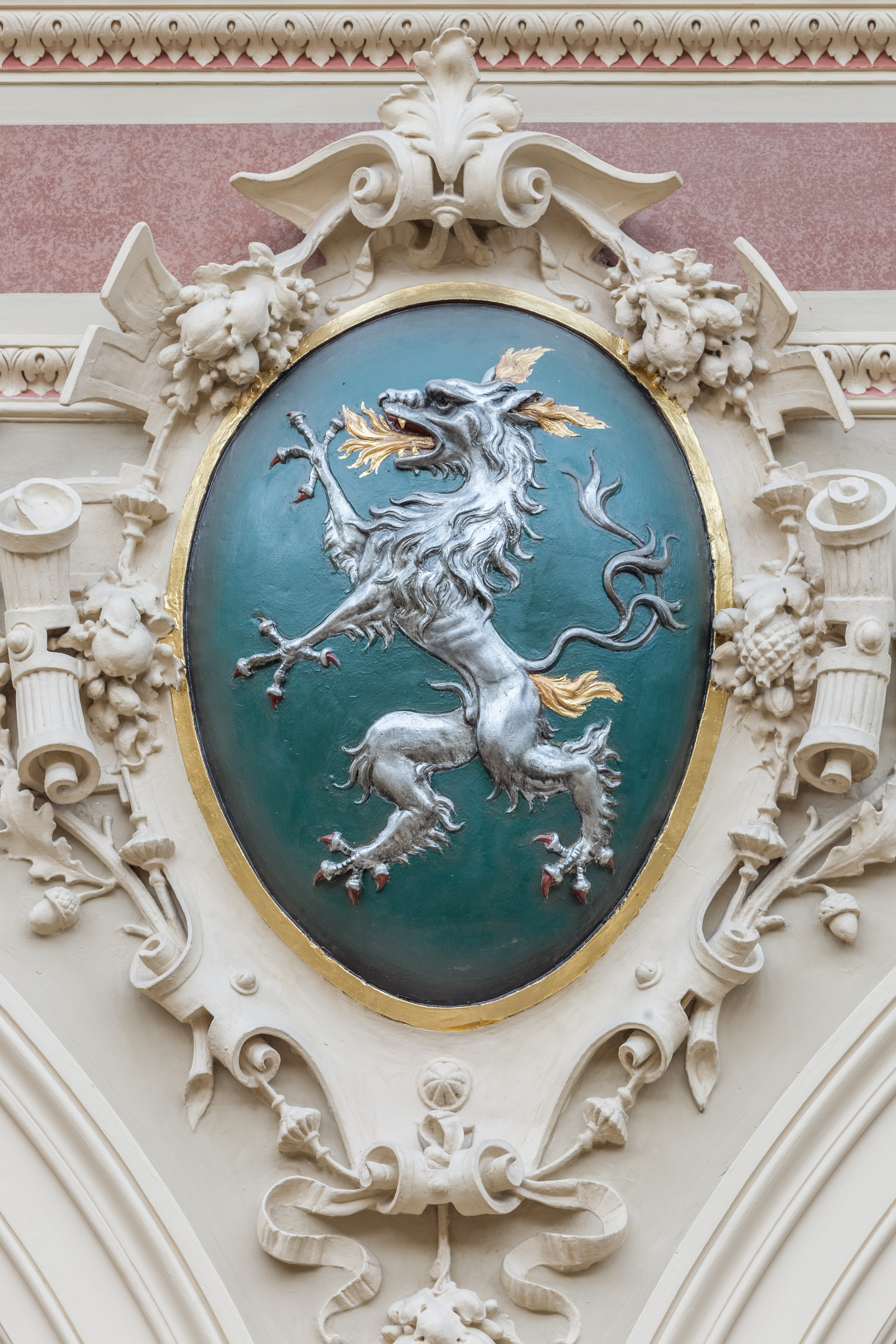
Steiermark in der Aula des Justizpalast in Wien

Der alte Steierische Panther im heutigen Wappen der Stadt Graz, goldgekrönt
Auch die namensgebende Stadt Steyr führt das Wappentier
Kainbach bei Graz: ein Löwe und ein Panther
Enns: Oben wachsend der Panther, unten der halbe Bindenschild
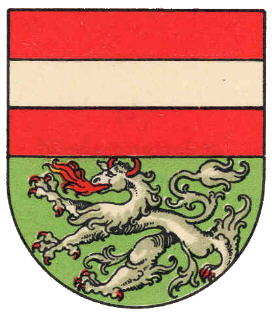
Mödling: oben der Bindenschild (Österreich), unten der Panther